# Brand in der UpStairs Lounge
Der Brand in der UpStairs Lounge ereignete sich am 24. Juni 1973 in New Orleans. In der Schwulenbar kam es zu einer Rauchgasexplosion, als die Eingangstür geöffnet wurde, da die zum Lokal führende Treppe brannte. In dem Feuer starben 32 Gäste, über 30 wurden verletzt. Die meisten der Opfer waren schwule Männer, einige von ihnen gehörten der lokalen Gemeinde der Homosexuellen-Freikirche Metropolitan Community Church (kurz MCC) an.
Die Polizei und die Brandschutzbehörde gingen von Brandstiftung aus. Es gab einen Hauptverdächtigen, der kurz vor Ausbruch des Feuers der Bar verwiesen worden war. Er tauchte nach dem Brand für einige Zeit unter. Später wurde er verhört, was jedoch nicht zu neuen Erkenntnissen führte. Nach seinem Suizid 1974 fanden sich keine neuen Hinweise, weswegen die Ermittlungen 1980 eingestellt wurden. Die Brandursache blieb unklar. Viele Homosexuelle warfen der Polizei eine durch Homophobie und Indifferenz geprägte Arbeitsweise bei den Ermittlungen vor.
Die Medien berichteten zunächst über das Feuer, was sowohl in der regionalen als auch in der nationalen Presse nicht lange anhielt. Von der Stadtregierung oder anderen öffentlichen Stellen erfolgten keine Stellungnahmen, wie sie bei Vorfällen mit Todesopfern üblich waren. In der Stadtbevölkerung war der Brand nur kurz ein Gesprächsthema, wobei viele Bürger darauf mit Gleichgültigkeit beziehungsweise homophoben Bemerkungen reagiert haben sollen.
In der Stadt gab es 1998 zum 25. Jahrestag des Brands die erste große Gedenkveranstaltung. Seitdem wird in New Orleans in der Regel alle fünf Jahre der Opfer offiziell gedacht. Daneben folgten von der katholischen Kirche und der Stadtregierung öffentliche Entschuldigungen für das Verhalten ihrer Institutionen nach dem Feuer.
Drei Verstorbene mit ungeklärter Identität und ein Toter, dessen Familie nicht ausfindig gemacht werden konnte, wurden in unmarkierten Armengräbern beerdigt. Die Angehörigen des bekannten Verstorbenen erfuhren erst 2015 davon und suchen seitdem seinen Leichnam. 2018 wurde einer der unbekannten Toten mutmaßlich identifiziert, was umstritten ist.
Trotz der unklaren Ursache wird das Feuer in der UpStairs Lounge aufgrund der damaligen Ermittlungsergebnisse häufig als Brandanschlag bezeichnet. Es galt daher bis zum Anschlag von Orlando am 12. Juni 2016 als der Angriff auf die US-amerikanische LGBT-Gemeinschaft mit den meisten Todesopfern.

## Vorgeschichte

### Eröffnung derUpStairs Lounge

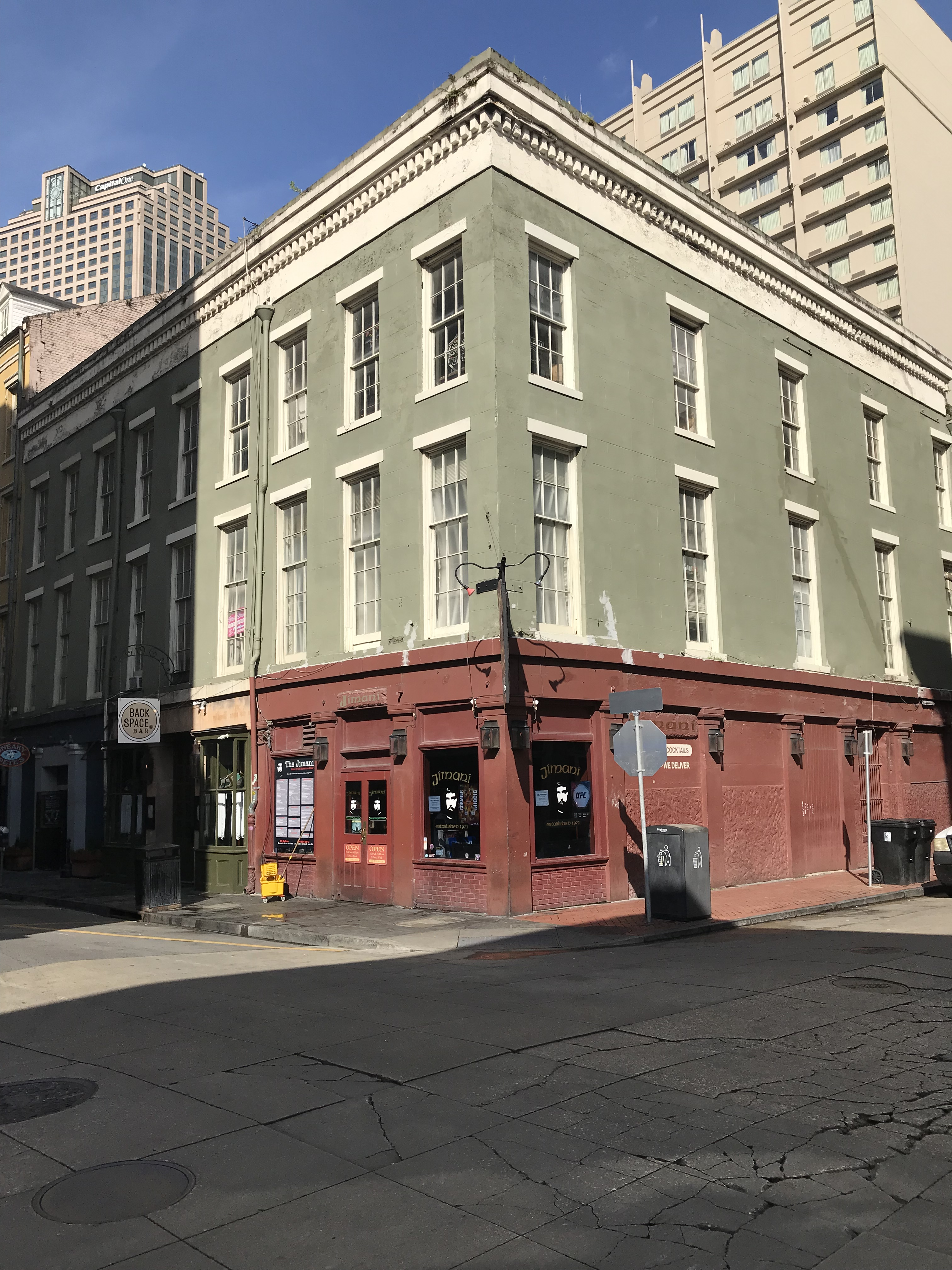
Ehemaliger Standort der UpStairs Lounge. Sie befand sich im ersten Stock dieses Gebäudes.

Nach den Stonewall-Demonstrationen wurden in den USA vermehrt Schwulenbars eröffnet, so auch 1970 im French Quarter von New Orleans. Dazu gehörte die UpStairs Lounge im namensgebenden ersten Obergeschoss eines Gebäudes an der Kreuzung von Iberville Street und Chartres Street. Sie zeichnete sich durch ihre gesellige Atmosphäre besonders aus, weswegen dort verschiedene Gruppen wie Weiße und Schwarze oder Hetero- und Homosexuelle aufeinander trafen. Dank der vergleichsweise liberalen Einstellungen in New Orleans besuchten bald viele queere Kunden von außerhalb, vor allem aus dem Süden, die UpStairs Lounge. Ein weiterer Grund für ihre Beliebtheit über die Stadtgrenzen hinaus war die Tatsache, dass dort im Gegensatz zu anderen LGBT-Treffpunkten nie polizeiliche Razzien durchgeführt wurden. Das lag wahrscheinlich an der Diskretion, die die Betreiber von den Gästen verlangten.

### Gründung der MCC-Gemeinde
1970 gründete sich in New Orleans eine Gemeinde der Metropolitan Community Church (kurz MCC), einer protestantischen Freikirche für homosexuelle Christen. Als sie ihren Stammtreffpunkt verlor, bot Phil Esteve, Eigentümer der UpStairs Lounge, ihr einen unbenutzten Hinterraum der Bar als neuen Gebetsraum an. Einige Zeit später stellte der mit dem MCC-Pastor Bill Larson befreundete Pfarrer Bill P. Richardson der Gemeinde eine Nebenkapelle in seiner St. George’s Episcopal Church zur Verfügung. Die UpStairs Lounge blieb für viele MCC-Mitglieder ein Stammlokal.

## Brandhergang

### Ausgangslage
Am Abend des 24. Juni 1973 waren zwischen 60 und 90 Gäste in der UpStairs Lounge, als es zu zwei Zwischenfällen kam. Ein angetrunkener Gast flüsterte durch den Türspalt einer Toilettenkabine anderen „aggressive sexuelle“ Bemerkungen zu. Zur selben Zeit bot der Kunde David Dubose dem Gast Steven Duplantis eine sexuelle Dienstleistung an. Weil Duplantis trotz seiner Ablehnung von Dubose bedrängt wurde, meldete er den Vorfall dem Barkeeper Buddy Rasmussen und dessen Aushilfe Hugh Cooley. Kurz nachdem Duplantis ihnen die Begegnung mit Dubose geschildert hatte, berichtete der Kunde Michael Scarborough Rasmussen und Cooley, was ihm auf der Toilette zugeflüstert wurde. Die Angestellten gingen zur Kabine und forderten den Mann auf, zu gehen. Er suchte stattdessen nach Scarborough und beschimpfte ihn. Dieser schlug ihm ins Gesicht, worauf der Mann gedroht haben soll, er werde die Bar samt Gästen „niederbrennen“. Rasmussen und Cooley warfen ihn hinaus, anschließend auch Dubose.

### Ausbruch des Feuers
Gegen 19:52 Uhr betätigte jemand durchgehend eine Klingel im Erdgeschoss des Gebäudes, in dem sich die Bar befand. Auf diese Weise kündigten sich von Gästen gerufene Taxifahrer an. Da niemand ein Taxi bestellt hatte, bat Cooley einen Bekannten, den Fahrer wegzuschicken. Als er die Tür öffnete, kam es zu einer Rauchgasexplosion, weil die zur Bar führende Treppe brannte, was einen schweren Brand auslöste.
Pressefotografie eines Überlebenden

Link zum Bild

Rasmussen stieß Warnrufe aus, wurde jedoch nur von ungefähr 20 Gästen gehört. Er führte sie durch einen unmarkierten Notausgang aufs Bardach und so auf ein Nachbargebäude. Andere Kunden schlugen Fenster ein, die mit ungefähr 36 Zentimeter langen Gitterstäben gesichert waren. Ein paar Gäste schafften es, sich durch diese zu zwängen, die meisten blieben aber stecken. 15 Personen überlebten, weil sie die Feuertreppen am Gebäuderand erreichten. Wegen deren fehlender Stufen mussten sie aus einer Höhe von mehreren Metern auf die Straße springen.

## Einsätze der Rettungskräfte und Polizei
Begutachtung der Barruine durch freiwillige Helfer

Link zum Bild

Die Feuerwehr löschte den Brand ungefähr 17 Minuten nach Eintritt. Danach begannen Feuerwehrmänner und Freiwillige mit der über dreistündigen Leichenbergung. Die Körper wurden von herbeigerufenen katholischen Priestern gesalbt und in die Pathologie transportiert. Andere Feuerwehrleute leisteten den Verletzten Erste Hilfe, die etwas später von den Priestern die Krankensalbung erhielten und ins Krankenhaus gebracht wurden. Zudem untersuchte die Polizei die Brandschäden. Während der Einsätze versammelten sich Hunderte Schaulustige vor der Ruine der Bar.

## Verstorbene und Verletzte
In der Bar starben 28 Männer und eine Frau. Laut Autopsie erstickten sieben Personen, während die restlichen ihren Brandwunden erlagen. Von den 15 Personen, die mittlere bis schwere Verbrennungen erlitten, befanden sich sechs in einem lebensbedrohlichen Zustand. Einige von ihnen waren aus den Fenstern gesprungen. Weitere Überlebende trugen nur leichte Brandverletzungen und Platzwunden davon.
Die einzige weibliche Tote kam aus Monroeville und hatte die Bar mit ihren Söhnen besucht. Die beiden wohnten in Pensacola und starben ebenfalls beim Brand. Acht weitere Tote stammten jeweils aus Chicago, Dadeville, Jacksonville, Cornersville, Jackson, Tampa, Waggaman und Jefferson Parish.
Zehn der Verstorbenen waren Mitglieder der MCC von New Orleans. Daneben starben beim Brand drei Angestellte der UpStairs Lounge sowie zwei Paare.
Vier Tage nach dem Brand erlag James Walls Hambrick im Krankenhaus seinen Verletzungen, Anfang Juli folgten Luther Boggs und Larry Stratton. Damit erhöhte sich die Zahl der Toten auf 32.

## Ermittlungsverfahren

### Klärung der Brandursache
Der Polizeichef Henry Morris ging von Brandstiftung aus, nachdem er am Ende der verbrannten Treppe eine leere Ronsonoldose fand. Ronsonol ist ein petroleumhaltiger Feuerzeugbrennstoff. Im Fernsehen sprach der Feuerwehrchef William McCrossen aufgrund der schnellen Ausbreitung der Flammen sowie der hohen Opferzahl ebenfalls von wahrscheinlicher Brandstiftung. Sam Gebbia und Charles Schlosser, die zuständigen Ermittler der Mordkommission, waren hingegen der Ansicht, dass eine Brandstiftung möglich sei, aber nicht zweifelsfrei bewiesen werden könne. Das lag an den fehlenden Fingerabdrücken auf der Ronsonoldose und Rückständen des Stoffs in der Bar.

### Identifizierung der Verstorbenen
Die Verstorbenen waren bis zur Unkenntlichkeit verbrannt und trugen zumeist keinen Ausweis bei sich. Der Polizei dienten deswegen Hinweise aus der Öffentlichkeit über den Schmuck einiger Toter sowie Hotelzimmerschlüssel und Überreste von Führerscheinen aus den Barruinen als vorübergehende Identitätsnachweise. Die Ermittler erhielten daneben Anrufe von Personen, die Bekannte unter den Opfern vermuteten. Sie notierten die Namen und baten die Anrufer, ihnen Zahnabdrücke der Betreffenden zu schicken. Die Identität vieler Toter konnte so bestätigt werden. Ein für die Identifizierung günstiger Umstand war, dass etliche Stammkunden der UpStairs Lounge Patienten eines beim Brand gestorbenen Zahnarztes waren. Seine Sekretärin ging mit dessen Zahnunterlagen zur Polizei, da sie ahnte, dass er unter den Toten war, und überließ den Beamten Patientenakten. Trotz der vielfachen Sendungen von Zahnabdrücken konnten drei Männer nicht identifiziert werden.

### Aufspürung der Verdächtigen

#### Duboses Befragung
Gebbia und Schlosser fanden den ersten aus der Up Stairs Lounge verwiesenen Gast nicht. Sie ließen deshalb Kollegen nach dem zweiten Verdächtigen Dubose suchen und ihn sowie seinen Partner aufs Revier bringen. Kurz darauf befragten die Ermittler James Smith, bei dem sich Dubose zum Brandzeitpunkt angeblich aufgehalten hatte. Smith schilderte, dass er Dubose nach dessen Rauswurf gegen Bezahlung in seine Wohnung mitnahm, ihm eine Mahlzeit zubereitete, mit ihm Sex hatte und ihn anschließend in eine andere Bar brachte. Duboses spätere Aussage stimmte vollständig mit der von Smith überein, weswegen er nicht mehr als verdächtig galt.

#### Suche nach dem zweiten Verdächtigen
Gebbia und Schlosser sprachen in einer Walgreens-Filiale nahe der Bar mit der Verkäuferin Claudine Rigaud, die sich an einen stark alkoholisierten Kunden vom Abend des 24. Juni erinnerte. Er fragte nach einer Dose Feuerzeugbenzin und erwarb, da die kleinsten Behälter ausverkauft waren, die mittlere Größe von knapp 200 Gramm. Rigaud konnte sich nicht an den konkreten Zeitpunkt seiner Anwesenheit erinnern. Deswegen blieb unklar, ob er möglicherweise der Brandstifter war.
Neben der Polizei ermittelten Edward Hyde und William Roth von der städtischen Brandschutzbehörde. Durch eine erneute Befragung eines Zeugen fanden die beiden den Verdächtigen Roger Nunez. Aufgrund seines angeblich durch einen Überfall verursachten Kieferbruchs ließen Gebbia und Schlosser ihn ins Krankenhaus bringen.

### Andauernde Ermittlungen nach Nunez’ Flucht
Anfang Juli ließ sich Nunez heimlich von seiner Mutter aus der Klinik abholen und in seine Heimatstadt Abbeville gut 240 Kilometer westlich von New Orleans bringen. Die Ermittlungen gingen dennoch weiter. Gebbia und Schlosser verhörten am 9. Juli den Barbesitzer Gene Davis. Er gab an, kurz nach Ausbruch des Feuers von der Eingangstür eines seiner Lokale gesehen zu haben, dass ein Mann um eine Ecke kam, der kurz darauf seine Bar betrat. Im Protokoll wurde der Mann nicht namentlich genannt.
Hyde und Roth besorgten sich für die Zeugenbefragung Fotos von Gästen der UpStairs Lounge, unter anderem eines von Nunez. Rigaud erkannte den Kunden auf keinem Porträt wieder, während Scarborough mithilfe des Fotos Nunez als den Gast identifizierte, den er geschlagen hatte. Gebbia und Schlosser verhörten am 17. Juli mit Scarborough ihren letzten Zeugen. Sie reichten am 30. August den abschließenden Fallbericht ein. Sie schrieben, dass sich der Verdacht gegen Dubose nicht bestätigt habe, wohingegen Nunez unauffindbar sei. Es gebe Spekulationen um eine mögliche Brandstiftung, allerdings lasse sich die Brandursache aufgrund fehlender Sachbeweise nicht bestimmen.
Hyde und Roth befragten weiter Zeugen, unter anderem Rasmussen, der Nunez’ Rauswurf erwähnte und sein Foto wählte. Der Barkeeper berichtete (was zwei Zeugen bestätigten), dass er kurz nach seiner Flucht Nunez auf der Straße stehen sah. Er bat einen Polizisten vergeblich, ihn festzunehmen. Kurz darauf stieß ein MCC-Diakon dazu und beschuldigte Nunez der Brandstiftung. Er wandte sich an denselben Polizisten, der ihn und Rasmussen an einen Lieutenant verwies. Besagter Beamter wies sie ab, worauf Nunez sich entfernte. Im September ließ Roth Nunez, den er in Abbeville vermutete, nach New Orleans bringen und befragte ihn mit einem Kollegen. Nunez behauptete, sich weder an den Streit mit Scarborough noch an die Konfrontation mit Rasmussen oder an die Ursache seines Kieferbruchs zu erinnern. Er verneinte auf Nachfrage die Brandlegung. Nunez wurde nach dem Ende des Verhörs entlassen. Für Hyde und Roth galt er weiterhin als Hauptverdächtiger, allerdings reichten die Beweise für eine Verhaftung nicht aus.

### Weitere Entwicklungen
Raymond Wallender, ein Untersuchungshäftling in Sacramento, behauptete im Oktober, den Brand während einer Durchreise gelegt zu haben, weil ein Bargast einem seiner Freunde Geld gegen Sex angeboten, aber nicht ausgezahlt habe. Er machte mehrere falsche Angaben, unter anderem zum Zeitpunkt der Brandlegung sowie zu den verwendeten Utensilien. Schließlich gestand Wallender, nicht der Täter zu sein. Er hatte aus Angst vor seinen Mithäftlingen beschlossen, die Schuld für das Feuer auf sich zu nehmen, um in New Orleans inhaftiert zu werden.
Hyde und Roth unterzogen Davis am 1. Oktober dem einem Lügendetektor ähnlichen PSE-Test. Laut Testergebnis wirkte er bei der Beantwortung etlicher Fragen nervös, was auf Lügen hindeute. Das sei besonders bei seinen Verneinungen deutlich geworden, beispielsweise als er bestritt, von Nunez’ Streit mit Scarborough zu wissen oder den Täter zu kennen. Danach machte Davis eine Aussage zu seinen Beobachtungen während des Brands. Kurz nach dessen Ausbruch habe er von der Bartür aus Nunez um eine Ecke kommen sehen, der im Lokal behauptet habe, dem Feuer knapp entkommen zu sein.
Die Polizei von Abbeville verhörte am 9. Oktober Nunez ebenfalls mit dem PSE-Test. Laut Testbericht log er wahrscheinlich mehrmals, unter anderem als er die Brandlegung und das Anzünden der Treppe verneinte. Schließlich brach er den Test auf Anraten seines Anwalts ab und wurde nicht festgenommen. Clayton Delery-Edwards, der zum Feuer forschte, vermutet als Grund dafür die häufige Nichtanerkennung des PSE vor Gericht aufgrund seiner geringen Genauigkeit.

### Ende der Ermittlungen
Im Mai 1974 heiratete Nunez seine Bekannte Elaine Wharton Basset. Der Historiker Robert W. Fieseler nimmt an, dass Nunez aufgrund seiner Religiosität heterosexuell werden wollte. Laut Delery-Edwards könnte Nunez eine Zweckehe eingegangen sein. Er hatte aufgrund seiner Epilepsie nur eine niedrige Erwerbsunfähigkeitsrente und keinen festen Wohnsitz. Deswegen habe Nunez bei Basset leben und sich von ihr pflegen lassen wollen. Am 15. November fand sie ihn tot auf. Er hatte sich mit einer Überdosis seiner Medikamente und mehreren Dosen Bier selbst getötet.
Hyde und Roth befragten weiter Zeugen, darunter Basset und einen Freund von Nunez. Er habe beiden erzählt, der Brandstiftung verdächtigt zu werden, aber dementiert, die Tat begangen zu haben. Andere Befragte waren ehemalige Kolleginnen von Nunez, die seine angebliche Brandstiftung abstritten, sowie seine Bekannte Mary Ledet. Sie erwähnte, dass Nunez ihr vom gegen ihn gerichteten Verdacht erzählt habe, was sie für „maskulines Imponiergehabe“ hielt. 1980 erhielten Hyde und Roth die Anweisung, den Fall zu den Akten zu legen. In ihrem Abschlussbericht bezeichneten sie das Feuer als wahrscheinliche Brandstiftung sowie Nunez als mutmaßlichen Täter. Viele Jahre danach schilderten ehemalige Freunde von Nunez dem Sachbuchautor Johnny Townsend, dass er ihnen im betrunkenen Zustand mehrmals die Brandlegung gestanden habe. Ledet berichtete McCrossen Ende der 1990er Jahre das Gleiche.

## Reaktionen auf den Brand

### Medien
Titelseite der Times-Picayune vom 25. Juni 1973

Link zum Bild

Einige Zeitungen aus New Orleans verwendeten in Artikeln zum Brand reißerische Beschreibungen. Die Printmedien von außerhalb, unter anderem die Chicago Tribune, Los Angeles Times und The Times, berichteten neutraler, erwähnten aber wie die Lokalpresse die Popularität der UpStairs Lounge unter Homosexuellen erst nach dem Erscheinen eines Artikels in The New York Times. Dessen Autor benannte sie direkt. Zudem brachten mehrere Lokalblätter nach der Veröffentlichung des Berichts der New York Times objektivere Reportagen heraus. Dazu gehörten das Stadtmagazin Vieux Carre Courier sowie die Zeitungen States-Item und Times-Picayune.
Radiomoderatoren in New Orleans verspotteten die Opfer mit einer Scherzfrage, deren Pointe ein Pejorativ beinhaltete. Lokale und nationale Fernsehsender interviewten Überlebende, von denen viele anonym blieben. In einem örtlichen Fernsehbeitrag wurde eine „Vigilanten-Gruppe“ als Täter benannt. Eine Anruferin habe erklärt, dass sie und ihre Mitstreiter von Homosexuellen „sexuell genötigt“ worden seien. Die Ermittler stuften die Behauptung als Hoax ein; laut Delery-Edwards und Fieseler war sie ein falsches Geständnis mit dem Ziel, im Rampenlicht zu stehen.
Bis auf The Advocate, ein amerikanisches LGBT-Magazin, sowie einzelne Redakteure der States-Item und Times-Picayune stellten alle Medien wenige Tage nach dem Feuer ihre Berichterstattung darüber vollständig ein.

### Bevölkerung
In der Bevölkerung von New Orleans war der Brand anfangs ein Gesprächsthema. Gegenüber Lokalzeitungen äußerten sich die Befragten negativ über die Gäste; laut einigen Überlebenden machten in der Öffentlichkeit Witze die Runde, in denen die Opfer verhöhnt wurden. Sowohl die hetero- als auch die homosexuellen Bürger redeten nicht lange öffentlich über den Brand. Laut Delery-Edwards und Fieseler sei die Angst vor dem Verlust des Tourismus als wichtige Einnahmequelle ein Hauptgrund dafür gewesen. Heterosexuelle und ungeoutete Homosexuelle, die als Unternehmer vom Tourismus profitierten oder durch das Verbergen ihrer Sexualität in der Oberschicht verkehren konnten, hätten deshalb öffentliche Diskussionen über den Brand und die homosexuellen Stammgäste der UpStairs Lounge verhindern wollen.
Experten sehen weitere Gründe für die fehlenden öffentlichen Reaktionen. Gemäß Delery-Edwards bewahrte die homosexuelle Gemeinde durch das Ignorieren des Feuers ihren „stillen Pakt“ mit der Polizei. Sie sei in Ruhe gelassen worden, wenn sie nicht mehr Gleichberechtigung forderte. Nach Ansicht von Fieseler betrachteten die Heterosexuellen, nachdem Näheres über die Toten bekannt wurde, den Brand trotz vereinzelten Mitleids als belanglos, da niemand „Wichtiges“ gestorben war. Zudem hätten sie nicht um als Sexualstraftäter geltende Personen trauern wollen. Hingegen hätten Homosexuelle aufgrund der gesellschaftlichen Homophobie nicht offen über den Brand geredet. Der Regisseur Robert L. Camina ergänzt, dass die LGBT-Gemeinschaft aus Scham darüber, dass Nunez ihr selbst angehörte, öffentlich geschwiegen haben könnte.

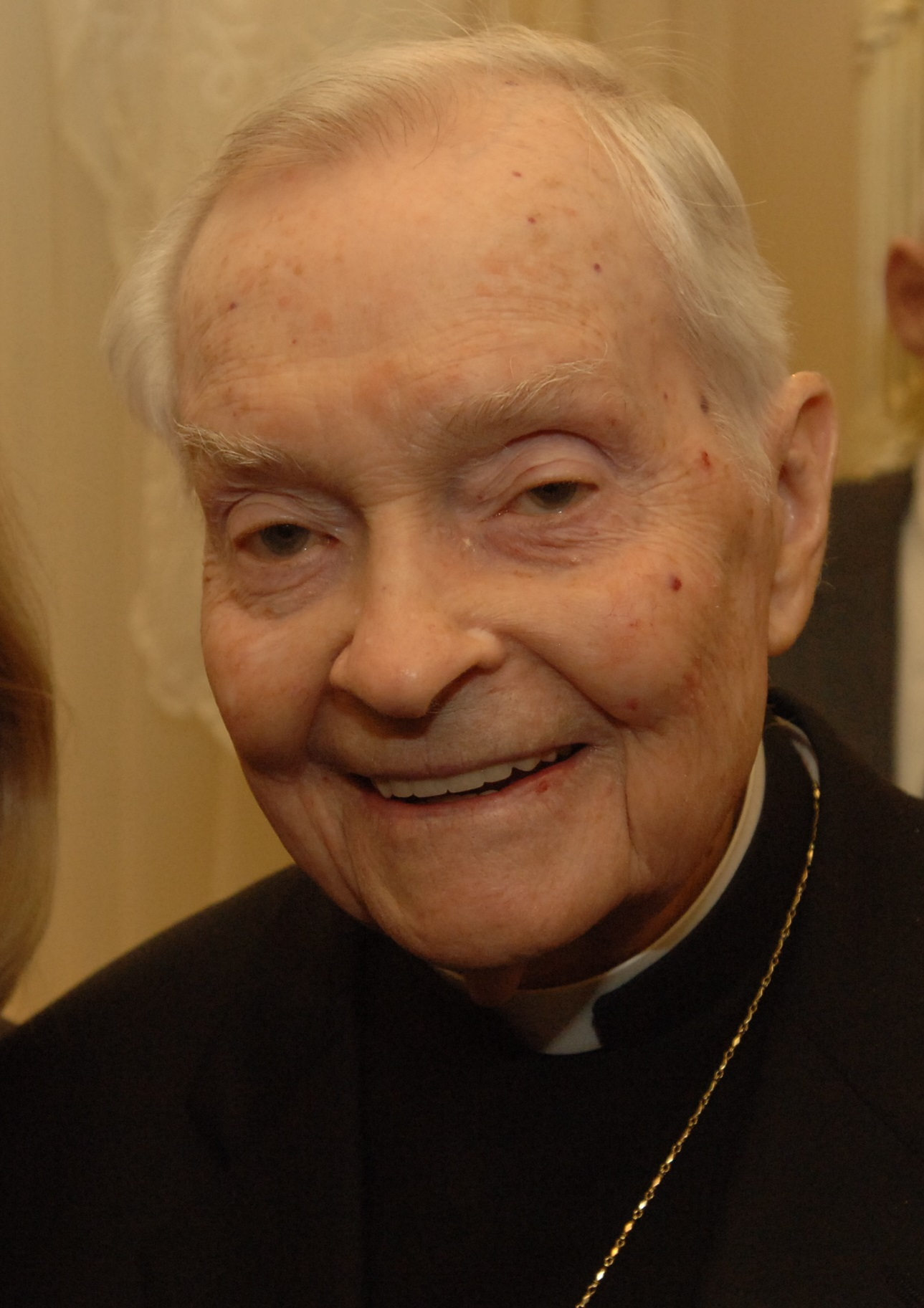
Philip Hannan äußerte sich als einziger Kirchenvertreter zum Brand

### Kirchen
Außer Philip Hannan, dem katholischen Erzbischof, äußerte sich kein hochrangiger städtischer Kirchenvertreter zum Brand. In einer Ausgabe der Kirchenzeitung rief er zu Gebeten für die Seelen derer auf, die bei der „Massenvernichtung menschlichen Lebens“ starben. Die afroamerikanischen Kirchen sprachen den Brand trotz eines schwarzen Todesopfers nicht öffentlich an. Ein Interviewpartner Fieselers erläuterte, Homosexuelle seien aufgrund der in den Kirchen weitverbreiteten Homophobie in der damaligen schwarzen Gemeinschaft abgelehnt worden.

### Politik
Von Politikern in New Orleans erfolgten wenige Stellungnahmen zum Brand. Der Bürgermeister Moon Landrieu wurde auf einer seiner üblichen Pressekonferenzen gefragt, ob die Sexualität der Opfer der Grund für das mangelnde öffentliche Interesse am Feuer sei. Er antwortete, dass ihm derartige Reaktionen nicht bekannt seien. Die einzigen einheimischen Politiker, die den Opfern offiziell kondolierten, waren Mitglieder eines demokratischen Studentenverbands der Louisiana State University. Edwin Edwards, der Gouverneur Louisianas, äußerte sich gar nicht. Dafür sendeten die kalifornischen Politiker Tom Bradley, John Lowell Burton und Alan Cranston schriftliche Beileidsbekundungen. Dies geschah vermutlich auf Initiative des LGBT-Aktivisten Morris Kight und des MCC-Gründers Troy Perry, die in Kalifornien lebten.

### Vergleich mit Reaktionen auf andere Vorfälle in New Orleans
Historiker weisen auf erhebliche Unterschiede zwischen den Reaktionen in New Orleans auf den Brand in der UpStairs Lounge und vergleichbare Vorfälle hin. Als Beispiel werden zwei Ereignisse genannt, die sich nicht lange davor ereignet hatten.
- Beim Brand im Rault Center, einem Mehrzweckgebäude, kamen im November 1972 sechs Personen ums Leben. Landrieu brach deswegen eine Dienstreise ab und kondolierte den Opfern. Edwards fuhr nach New Orleans und sprach den Hinterbliebenen sein Beileid aus. Zudem forderte Hannan in Printmedien, die eine höhere Auflage als die Kirchenzeitung hatten, dazu auf, für die Betroffenen zu beten.[77] Daneben rief die Stadtregierung einen Trauertag aus.[23] Laut Fieseler berichtete die Lokalpresse über den Brand intensiver und länger als über den in der UpStairs Lounge.[78]

- Im Januar 1973 starben bei einer Schießerei in einem Hotel in New Orleans sieben Personen. Edwards sprach seine Anteilnahme aus,[16] Hannan betreute Überlebende und veranstaltete für zwei der Toten Trauerfeiern.[23] Delery-Edwards merkt an, dass Landrieu laut eigener Aussage nach dem Brand in der UpStairs Lounge keine Stellungnahmen abgab, da er auf Dienstreise war. Allerdings habe er nach der Schießerei eine Dienstreise abgebrochen,[61] mit den Medien darüber gesprochen, den Opfern kondoliert, eine mehrtägige Stadttrauer ausgerufen und einen Fonds für die Familien der dabei getöteten Einsatzkräfte eingerichtet. Zudem hätten nach der Schießerei so viele Bürger in der größten Klinik der Stadt Blut spenden wollen, dass die Army Hospital Reserve Unit aushelfen musste. Nach dem Brand in der UpStairs Lounge seien kaum Blutspender ins Krankenhaus gegangen.[77]

## Gedenkgottesdienste und Beerdigungen

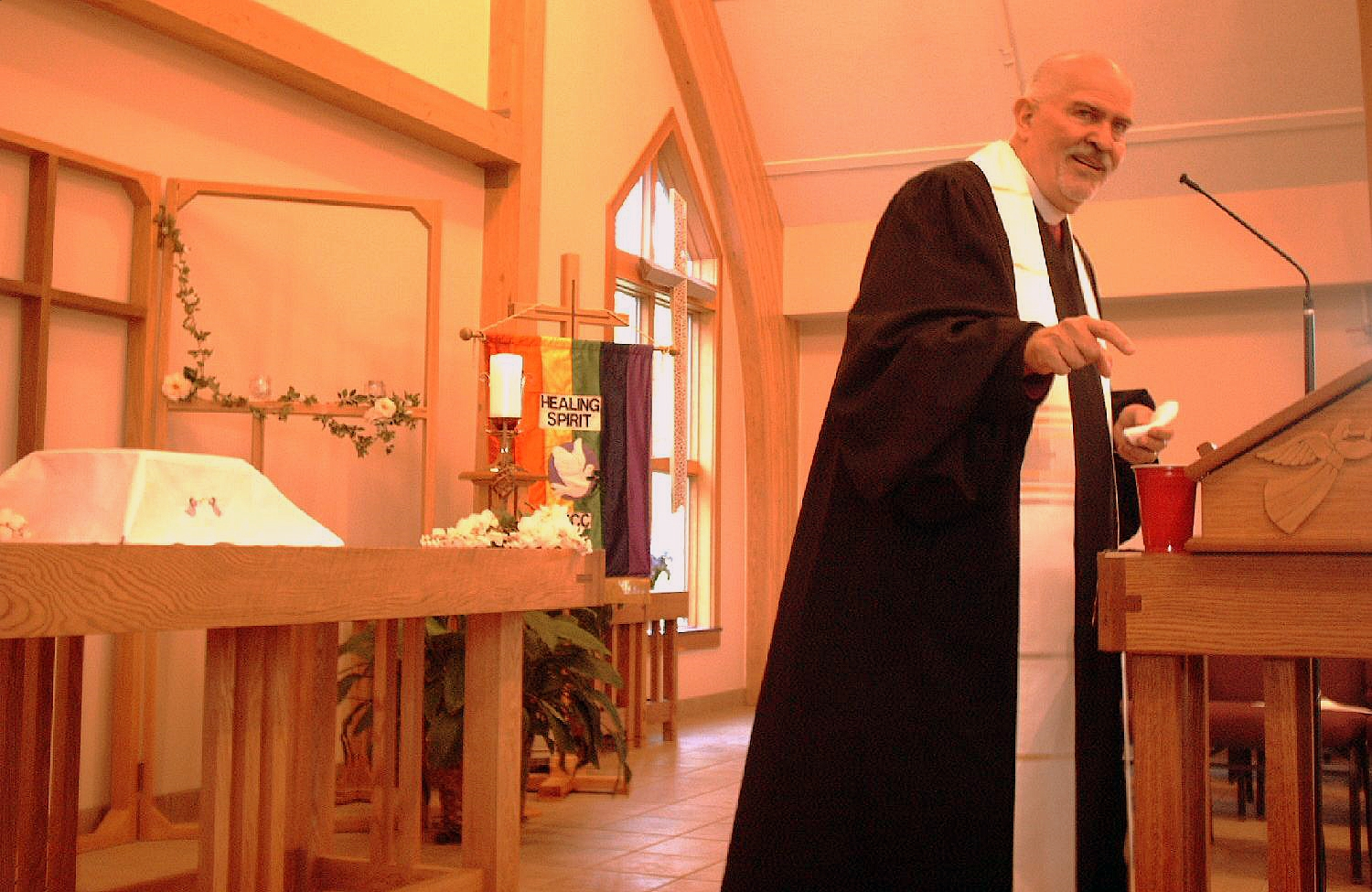
Für Troy Perry erwies sich die Suche nach einer Kirche für den Gedenkgottesdienst als schwierig

Ende Juni reiste Perry mit MCC-Vertretern nach New Orleans, um Gedenkgottesdienste zu organisieren. Gemeinden mehrerer Konfessionen, darunter Baptisten, Episkopale, Katholiken und Lutheraner, lehnten ab. Deswegen erklärte sich Richardson bereit, eine Feier in seiner Gemeinde abzuhalten. Am Tag darauf untersagte der Prälat aufgrund zahlreicher Beschwerden weitere Gedenkveranstaltungen. Einige Tage danach fragte Perrys Delegation im erzbischöflichen Büro an, ob ein Gedenkgottesdienst in der St. Louis Cathedral gehalten werden könne; ihr Anliegen wurde jedoch abgelehnt. Perry wandte sich schließlich an die evangelisch-methodistische St. Mark’s United Methodist Church, die zusagte, den Gottesdienst am 1. Juli abzuhalten.
Trotz Proteste von lokalen Schwulenbar-Besitzern wie Esteve, denen Perrys aktivistische Bestrebungen missfielen, war die Gedenkfeier mit 250 Gästen die bis dahin größte an Homosexuelle gerichtete Veranstaltung der Stadt. Nach Ansprachen auswärtiger MCC-Pastoren und eines Schwulenaktivisten las der neue MCC-Vorsitzende von New Orleans Kondolenz-Telegramme aus den gesamten USA vor. In seiner eigenen Predigt rief Perry die Anwesenden auf, Diskriminierungen zu trotzen. Am Ende des Gottesdienstes warnte er die Gäste vor den draußen wartenden Pressefotografen und Kameraleuten. Obwohl Perry ihnen riet, die Kirche durch den Seiteneingang zu verlassen, um nicht geoutet zu werden, wählten die meisten Gottesdienstbesucher den Haupteingang.
Nach der Trauerfeier weigerten sich etliche Bestatter, die Begräbnisse zu organisieren. In einigen Fällen wollten sich auch die Hinterbliebenen nicht darum kümmern. Das größte Bestattungsinstitut der Stadt übernahm die Planung der Beerdigungen. Bei manchen Begräbnissen gab es keine religiösen Zeremonien, obwohl die Toten katholisch waren, da viele Kirchengemeinden eine Mitwirkung ablehnten. Ferris LeBlanc und die drei unbekannten Verstorbenen wurden in Armengräbern auf dem Resthaven Cemetery begraben. Wenn keine Angehörigen ausfindig gemacht werden konnten, wie es bei LeBlanc der Fall war, wurden Tote immer in Armengräbern beerdigt.

## Brandfolgen

### Änderungen der Brandschutzgesetze im French Quarter
Die Brandschutzbehörde von Louisiana beschloss nach dem Feuer, alle Lokale im French Quarter auf Verstöße gegen Brandschutzverordnungen zu überprüfen und gegebenenfalls bis zur Behebung zu schließen. Die bei homosexuellen Afroamerikanern beliebte Safari Lounge wurde als einzige Bar sofort und dauerhaft geschlossen.

### Auswirkungen auf die Betroffenen
Einige Betroffene wollten nach dem Feuer aufgrund ihrer Traumata Bezüge zur UpStairs Lounge vermeiden. Der Überlebende Francis Dufrene wandte sich von der schwulen Gemeinschaft und dem katholischen Glauben ab; Henry Kubicki von seinem besten Freund, der im Gegensatz zu ihm während des Brands nicht in der Bar war. Zudem reist Regina Adams seit dem Feuer nicht nach Dallas, die alte Heimatstadt ihres beim Brand gestorbenen Lebensgefährten. Andere Beteiligte zeigten auch nach Jahren intrusive Symptome. John Golding bekam durch Fieselers Fragen über den Tod seines beim Feuer ums Leben gekommenen Vaters einen Flashback, während Rasmussen laut Fieseler aufgrund schwerer Schuldgefühle seit 1998 keine Interviews mehr gibt. Der Feuerwehrmann Terry Gilbert beschrieb den Brand in einem Interview 2013 als „entsetzlichsten“ Einsatz seiner Karriere, den er nie habe vergessen können.
Manche Betroffene verarbeiteten ihr Trauma öffentlich. Der ehemalige Stammgast der UpStairs Lounge Stewart Butler, der den Brand von der Straße aus beobachtete, beschloss aufgrund der Reaktionen der Öffentlichkeit, sich ab 1980 als Aktivist für die Rechte der LGBT-Gemeinschaft seiner Heimatstadt einzusetzen. Einige zum Zeitpunkt des Feuers minderjährige Angehörige erfuhren erst in den 2010er Jahren von den Todesumständen ihrer Verwandten. Zur Trauerbewältigung vernetzten sich einige, während andere mit der Presse über die Verstorbenen sprachen.

### Möglicher Wendepunkt der LGBT-Bewegung in New Orleans
Nach dem Brand soll die LGBT-Gemeinschaft von New Orleans nach Ansicht einiger Personen ihren politischen Aktivismus deutlich intensiviert haben. Frank Perez, Vorsitzender des LGBT+ Archives Project of Louisiana, benannte das Feuer als „ausschlaggebend“ für die lokale Lesben- und Schwulenbewegung. Laut der Inschrift einer offiziellen Gedenkplatte war es die „Geburtsstunde der LGBT-Bewegung in New Orleans“.
Camina erklärt, dass die LGBT-Gemeinschaft von New Orleans nach dem Brand nicht „aufgestanden und lautstark für ihre Rechte eingetreten“ sei. Das Feuer habe nach Ansicht von Townsend die Gemeinschaft „traumatisiert, aber nicht wachgerüttelt“. Laut Delery-Edwards sei es nicht der Auslöser für politischen Aktivismus innerhalb der städtischen LGBT-Gemeinde gewesen, habe aber für einen gesellschaftlichen Wandel gesorgt. Die „Don’t-ask,-don’t-tell-Mentalität“ der Medien und der Stadtregierung sei nach dem Feuer nicht mehr möglich gewesen, was zur positiven Änderung bezüglich der Ansichten zu Homosexualität in New Orleans beigetragen habe. Fieseler zufolge sei es in der gesamten Stadtbevölkerung zu einer „kollektiven Amnesie“ gekommen, da niemand über den Brand habe sprechen wollen. Allerdings sei New Orleans durch ihn gezwungen gewesen, die Existenz von Homosexualität anzuerkennen. Obwohl die Mehrheit der Homosexuellen der Stadt nach dem Brand sowohl öffentliche Coming-outs als auch politisches Engagement ablehnte, hätten einige aufgrund der Reaktionen auf das Feuer zum LGBT-Aktivismus gefunden.

## Rezeption

### Aufarbeitung des Brands

#### Dokumentarisch
2011 kam Townsends Sachbuch Let the Faggots Burn: The UpStairs Lounge Fire heraus. 2012 untersuchte das Team von Ghost Hunters die Jimani Lounge neben dem alten Barstandort sowie die Leichenhalle, in der die Toten aufbewahrt wurden. 2013 wurde der Dokumentarfilm The UpStairs Lounge Fire von Royd Anderson veröffentlicht, ein Jahr darauf Delery-Edwards’ Sachbuch The Up Stairs Lounge Arson: Thirty-two Deaths in a New Orleans Gay Bar, June 24, 1973. 2015 erschien Caminas Dokumentarfilm UpStairs Inferno. 2018 wurde mit Fieselers Tinderbox: The Untold Story of The Up Stairs Lounge Fire and The Rise of Gay Liberation ein weiteres Sachbuch veröffentlicht, auf dem die ABC-News-Dokumentation Prejudice and Pride aus demselben Jahr basierte. 2023 erschien der Dokumentar-Podcast The Fire UpStairs.

#### Künstlerisch
Seit 2008 wurde Skylar Feins Installation Remember the UpStairs Lounge mehrmals ausgestellt. 2013 brachte Wayne Self das Musical UpStairs heraus, ein Jahr darauf führte die Tanztheater-Gruppe Mélange das Stück Upstairs Lounge auf. Das Musical The View UpStairs von Max Vernon feierte 2017 seine Premiere; im selben Jahr wurde das Feuer im Musical Gently Down the Stream von Martin Sherman erwähnt. 2021 behandelten Casey McQuiston und Vincent Traughber Meis den Brand in ihren Romanen One Last Stop und The Mayor of Oak Street.

### Kritik an der Polizei und den Rettungskräften
Die polizeilichen Ermittlungen stießen innerhalb der homosexuellen Gemeinschaft auf Kritik. Nach dem Brand erklärte Morris der Presse, dass die Identifizierung der Toten schwierig ausfallen werde, da sie eventuell gefälschte Papiere mit sich führten. In einer queeren Bar sei dies etwas Alltägliches, zumal in der UpStairs Lounge viele Diebe verkehrten. Diese Aussage, die sowohl von Lesern der States-Item und der Times-Picayune als auch vom Human-relations-Komitee der Stadtregierung kritisiert wurde, galt vielen Mitgliedern der Gemeinschaft als Bestätigung für Homophobie innerhalb der Polizei. Die Behörde habe nicht sorgfältig ermittelt, da ihr die Opfer aufgrund deren Sexualität gleichgültig gewesen seien. Gegenüber dem Time Magazine wies Gebbia den Vorwurf 2013 zurück. Die Polizei habe den Fall höchst engagiert behandelt. Viele Fälle von Brandstiftung seien einfach zu lösen, aber schwer zu beweisen und eine Festnahme der Täter ohne Beweise unmöglich. Er persönlich sei von Nunez’ Schuld absolut überzeugt.
In einem geringeren Umfang wird auch die Feuerwehr gelegentlich einer homophoben Vorgehensweise beschuldigt. Sie soll das Feuer nicht sofort gelöscht und sich geweigert haben, die Toten zu berühren. Das häufigste Argument für Letzteres ist, dass die Leiche von Larson erst nach knapp einem Tag aus dem Gitterfenster entfernt wurde. Zudem erwähnte ein Zeuge gegenüber Townsend eine Unterhaltung zweier Feuerwehrmänner, von denen einer die Opfer mit einem Pejorativ bezeichnet haben soll. Der Historiker Jim Downs schrieb 2018 im Online-Magazin Slate, dass es bis auf ein Zeitungsfoto von Larsons Leiche dafür kaum empirische Beweise gäbe. Dafür fand er einen anderen Hinweis zur angeblichen Untätigkeit der Rettungskräfte: Auf einem Pressefoto transportieren Zeugen einen Verletzten auf einer Trage, während im Hintergrund ein Polizist steht. Damit werde offensichtlich, dass sich die Opfer selbst helfen mussten.

### Spekulationen über das Motiv des mutmaßlichen Täters
Einige Experten gehen neben seiner alkoholbedingten Wut über seinen Rauswurf von weiteren Motiven für Nunez’ mutmaßliche Brandstiftung aus. Sein Alkoholismus, seine Ehe mit Basset und Ledets Bemerkung über sein maskulines Imponiergehabe sind für Delery-Edwards Anzeichen einer internalisierten Homophobie. Nunez habe sich aufgrund der gesellschaftlichen Schwulenfeindlichkeit als abartig betrachtet und versucht, seine Sexualität auf verschiedene Weise zu ändern. In New Orleans habe er vermutlich zum ersten Mal offen mit seiner Sexualität umgehen und problemlos andere Schwule treffen können. Nach seinem Rauswurf habe er sich deswegen rächen wollen.
Fieseler sieht eine weitere mögliche Ursache. Ab 1970 befand sich Nunez häufig in Psychiatrien. Fieseler vermutet, dass er dort einer Konversionstherapie unterzogen wurde. Die Behandlung könne bei ihm neurologische Schäden verursacht haben, die der Auslöser für seine Brandstiftung waren oder dazu beitrugen.

### Vergleich zum Anschlag von Orlando
Nach dem Anschlag von Orlando am 12. Juni 2016, bei dem ein Mann in einem LGBT-Nachtclub 49 Gäste erschoss, zogen mehrere Personen Vergleiche zum Brand in der UpStairs Lounge. Self schrieb in den sozialen Medien, dass es einfach sei, Ideologien verantwortlich zu machen, die Realität jedoch viel komplexer sei. Camina nannte den Anschlag in der Instinct ein „albtraumhaftes Déjà-vu“. Die LGBT-Gemeinschaft habe diese „Art von Horror“ nie wieder erleben und den Titel des „schlimmsten Massenmords an Homosexuellen in der US-Geschichte“ nie abgelöst sehen wollen.
Andere Kommentare betrafen die unterschiedlichen öffentlichen Reaktionen. Laut einem Hinterbliebenen aus New Orleans seien die „Liebe und Unterstützung“, die die Familien der in Orlando Verstorbenen erhielten, im Gegensatz zur Gleichgültigkeit nach dem Brand ein „erhebendes Zeichen des gesellschaftlichen Fortschritts“. Camina wies darauf hin, dass es öffentliche Trauer führender Politiker, landes- und weltweite Mahnwachen sowie acht Millionen Dollar an Spenden für die Hinterbliebenen 1973 nicht gegeben habe. Für Perez seien die öffentlichen Reaktionen 2016, unter anderem die Stellungnahme von Präsident Obama, im Vergleich zu denen von 1973 eine „180-Grad-Wende“ gewesen.
Downs schrieb in der New York Times, dass das Feuer in der UpStairs Lounge und weitere Brandanschläge 1973 queere Personen nicht davon abhielten, sich in Bars und Clubs zu treffen, da „zu viel auf dem Spiel stand“. Downs forderte die LGBT-Gemeinschaft auf, sich daran zu erinnern, dass immer noch viel auf dem Spiel stehe. Im The Advocate verglich Delery-Edwards die Taten in New Orleans und Orlando mit anderen wie dem Anschlag auf den Boston-Marathon, die von Männern verübt wurden. Diskussionen über Gruppenzugehörigkeiten der Täter oder das Waffenrecht könnten solche Vorfälle nicht verhindern. Stattdessen müsse die Gesellschaft herausfinden, warum sich manche Männer als Erwachsene dem „Zerstören und Töten“ zuwenden und die jungen Männern anerzogenen Werte kritisch beäugen.

## Suche nach den in den Armengräbern beerdigten Opfern

### Anstrengungen der Familie LeBlanc
Porträtfoto von Ferris LeBlanc

Link zum Bild

Im Januar 2015 erfuhr LeBlancs Neffe durch Onlinerecherchen vom Tod seines Onkels. Er wandte sich an die Regierung von New Orleans, die ihn, seine Ehefrau und seine Mutter im Mai in die Stadt einlud. Ihnen wurde mitgeteilt, dass der genaue Standort der Armengräber in Pathologieakten stand, die im Hurrikan Katrina verloren gegangen waren. Die Familie sucht seitdem LeBlancs Grab, um ihn in seiner Heimat Kalifornien beerdigen zu lassen. 2022 kritisierte sie gegenüber PBS die „absurde, durch Bürokratie erschwerte“ Suche. Auch deswegen verabschiedete der Stadtrat im selben Jahr eine Resolution, die offizielle und unbürokratische Bergungsversuche anordnete. Das Stadtratsmitglied Jean-Paul Morrell erklärte gegenüber der Presse, zu diesem Zweck Archäologen und auf die Suche nach menschlichen Überresten spezialisierte Organisationen kontaktiert zu haben.

### Umstrittene Identifizierung von Larry Norman Frost

#### Caminas erster Artikel
Im November 2018 verkündete Camina im The Advocate, einen unbekannten Toten identifiziert zu haben. Im Frühjahr kontaktierte ihn Lynette Moreland aus Georgia, die ihren in New Orleans wohnenden Onkel Larry Norman Frost unter den Opfern vermutete. Ein Grund hierfür war ein Anruf an ihre Mutter im Sommer 1973, der sie vom mutmaßlichen Ableben ihres Bruders unterrichtete. In Akten der Ermittlungsbehörden entdeckte Camina, dass Frost von mehreren Zeugen und dem Vieux Carre Courier als mögliches Opfer erwähnt wurde. Er sprach deswegen mit seinen Angehörigen. Frosts Schwester erklärte Camina, dass ein Brief, den sie ihrem Bruder im Juni 1973 geschrieben hatte, mit dem Vermerk Empfänger verstorben auf dem Umschlag zurückgeschickt worden war. Ihre Eltern hätten das nicht ernst genommen, zumal Larry oft umgezogen sei und sich länger nicht gemeldet habe, weswegen sie nicht nach ihm suchten. Hingegen schilderte Frosts Bruder, im Sommer 1973 nach New Orleans gefahren zu sein, um nach Larry zu sehen. Dessen Vermieter mutmaßte, dass er womöglich beim Brand in der UpStairs Lounge gestorben sei. Daneben habe der Bruder mit dem Bestatter der unidentifizierten Toten gesprochen und die Metallplatten erwähnt, die Larry im Kopf hatte. Allerdings habe er nichts erfahren. Laut Camina könne Morelands Annahme basierend auf den Rechercheergebnissen bestätigt werden.

#### Widerlegung durch Delery-Edwards und Fieseler
Delery-Edwards und Fieseler fochten Caminas Darlegungen im September 2019 im The Advocate an. Die Nennung Frosts als mögliches Opfer sowohl durch Zeugen als auch durch den Vieux Carre Courier hätte den Ermittlern nicht als Bestätigung seines Todes ausgereicht. Zudem lieferten Caminas Nachforschungen keine neuen forensischen Beweise. Daneben stimmten die Recherchen nicht mit den Autopsieergebnissen und einer Liste der Polizei, auf der Details zu den potentiellen Opfern notiert wurden, überein. In beiden fehle eine Erwähnung von Metallplatten, wie Frost sie trug. Zudem hatte er laut der Liste Zahnlücken und ein Glasauge, was sich ebenfalls in keinem Autopsiebericht wiederfinde. Camina habe darüber hinaus weder andere Experten noch eine Nachrichtenagentur oder eine offizielle Stelle wie die Gerichtsmedizin von New Orleans um eine Zweitmeinung gebeten.

#### Caminas Stellungnahme
Kurz darauf erschien eine Antwort Caminas. Aufgrund der fehlenden Quellen zur Datenerhebung der Polizeiliste bleibe deren Richtigkeit unklar. Zumal hätten Frosts Geschwister sowohl die Metallplatten in seinem Kopf als auch die Tatsache bestätigt, dass er kein Glasauge trug. Des Weiteren seien die Autopsieberichte nicht zwangsläufig korrekt. Sie seien nicht nur in ungefähr zweieinhalb Stunden von zwei Pathologen durchgeführt worden, was sie anfällig für Fehler gemacht habe, sondern fielen auch sehr kurz und vage aus. Letzteres zeige sich in der Nichterwähnung der Gebisse der Opfer sowie potentieller innerer Merkmale wie Brüchen oder Gelenkimplantaten. Daneben habe Townsend Caminas Befunde im Ambush Magazine als glaubwürdig eingestuft. Nicht zuletzt sei eine Kontaktaufnahme mit der Gerichtsmedizin von New Orleans aufgrund der verloren gegangenen Dokumente sinnlos. Die Standards von Delery-Edwards und Fieseler seien „zu hoch gegriffen“, da man nach 45 Jahren keine neuen forensischen Indizien erwarten könne. Ihr Artikel liefere weder eine glaubwürdige Alternative zu Caminas Ausführungen noch beweise er seine angeblichen Täuschungen.

## Gedenken nach 1973
Seit einem interreligiösen Gedenkgottesdienst 1998 gibt es in New Orleans alle fünf Jahre um den 24. Juni herum Veranstaltungen mit Bezug zum Brand. Dazu gehören Gedenkfeiern, oft mit Jazz-Beerdigungen und Second Lines. Zudem werden in der Stadt gelegentlich Podiumsdiskussionen und Vorträge über das Feuer abgehalten.
Foto der Gedenkplakette

Link zum Bild

2003 wurde eine offizielle Gedenktafel auf dem Gehsteig am alten Barstandort in der Iberville Street enthüllt. Im September 2008 sollte der Brand auf einer religiösen Konferenz in New Orleans diskutiert werden, die aufgrund des Hurrikans Gustav ausfiel.

2013 entschuldigte sich Gregory Aymond, der neue katholische Erzbischof von New Orleans, im Time Magazine für die „fehlende Kondolenz sowie Solidarität“ seiner Kirche nach dem Feuer. Daneben erklärte Bürgermeister Mitch Landrieu den 24. Juni zum offiziellen Trauertag. Am 30. Mai 2014 gab die damalige US-amerikanische Innenministerin Sally Jewell bekannt, eine Studie in Auftrag gegeben zu haben. Mit dieser sollten für die LGBT-Gemeinschaft des Landes wichtige Orte vom National Park Service offiziell anerkannt werden. Am 10. Juni verkündete die Behörde, die UpStairs Lounge nun als „Verlustort der amerikanischen LGBT-Gemeinschaft“ einzustufen.

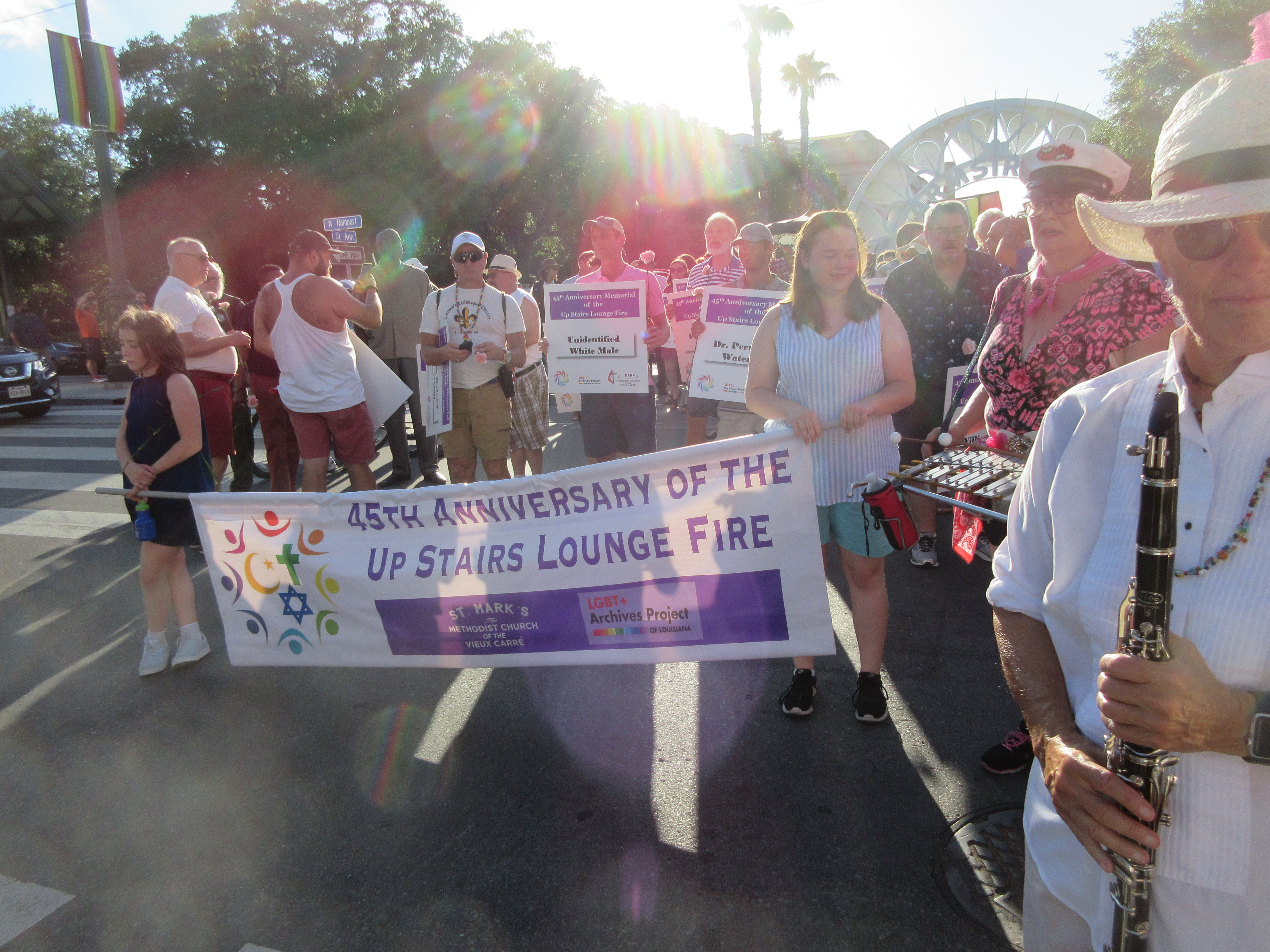
Gedenkmarsch in New Orleans zum 45. Jahrestag des Brands

2018 gab das Kriegsveteranenministerium einem Antrag von Fieseler, Anderson und einem Großneffen Larsons für ein Epitaph in der Gruftstelle des Verstorbenen statt. Zudem erschien in der The New York Times ein Nachruf auf ihn. 2019 restaurierte ein Künstler die Gedenktafel in der Iberville Street.
Am 23. Juni 2022 entschuldigte sich der Stadtrat erstmals offiziell für das Verhalten der damaligen Stadtregierung nach dem Brand. Die Überlebenden und Hinterbliebenen seien aufgrund der die amerikanische Gesellschaft durchdringenden Homophobie „schonungslos verhöhnt und schikaniert“ worden. Zudem habe die Stadtregierung die Toten nie angemessen anerkannt. New Orleans müsse sich diese Fehler endlich eingestehen, um daraus zu lernen.